# 나가세 에미야
나가세 에미야(永瀬 江美弥)는 일본의 여성 성우. 주로 성인 게임에서 나가세 이쿠미(永瀬 いくみ)라는 가명으로 주로 활동한다.

## 출연 작품

### TV 애니메이션
1999년
- 하급생(신도 레이코)

### OVA
1998년
- 엘프판 하급생(신도 레이코)

### 게임
1997년
- 하급생 (신도 레이코)

1999년
- Xchange2 (후지에다 메구미) : 모에기 유이 (萌木唯) 명의

2000년
- Natural2 -DUO- (토리우미 쿠우)

2001년
- 창백해진 달빛 (아르마, 미라나)
- V.G.Re-birth (야지마 사토미)
- IZUMO (쿠라시마 나기사)

2002년
- 파랜드 심포니 (바니티)

2003년
- 마음…0 (야시 카오루코) : 모에기 유이 (萌木唯) 명의
- CANDY TOYS (미시마 유즈하) : 모에기 유이 (萌木唯) 명의
- Orange Pocket (오미가와 마도카) : 모에기 유이 (萌木唯) 명의
- 환린의 희장군2 ~인도된 영혼의 계보~ (디아네) : 모에기 유이 (萌木唯) 명의
- 모에캉 (스즈키)

2004년
- 바람의 계승자 (아즈노 토오루) : 키시마 에마 (木島江麻) 명의
- 인형 유적 (세이카)

2005년
- 귀신락 (아마가미 우즈키)
- IZUMO 제로 (타마키 모유) : 미즈노 에마 (水野江麻) 명의
- Twin Way~지금을 꼭 껴안아~ (마츠시타 모에)
- 데보의 둥지 (우즈키)

2006년
- 강아지와 살자 (쿠우) : 모에기 유이 (萌木唯) 명의
- IZUMO2 학원광상곡 (쿠라시마 미기와) : 미즈노 에마 (水野江麻) 명의
- 멘 앳 워크!4~헌터들이여 영원히~ (피리스 사이펀) : 미즈노 에마 (水野江麻) 명의
- 무녀혼 (시라우메)

2007년
- 트러블 DAYS (키스기 츠키미) : 미즈노 에마 (水野江麻) 명의
- 코이토레 ~REN-AI TRAINING~ (코히나타 하아토) : 모에기 유이 (萌木唯) 명의
- 엑스 바인 (피아트) : 미즈노 에마 (水野えま) 명의